# كوربن (مغني)
كوربن (بالإنجليزية: Spooky Black) هو مغني أمريكي، ولد في 20 فبراير 1998 في بالتيمور في الولايات المتحدة.

## وصلات خارجية
- الموقع الرسمي
- كوربن على موقع ميوزك برينز (الإنجليزية)
- كوربن على موقع ميوزك برينز (الإنجليزية)
- كوربن على موقع ديسكوغز (الإنجليزية)